# Andrachne pygmaea
Andrachne pygmaea är en emblikaväxtart som beskrevs av Kossinsky. Andrachne pygmaea ingår i släktet Andrachne och familjen emblikaväxter. Inga underarter finns listade i Catalogue of Life.